# Sámuel Aranyosmedgyesi
Sámuel Aranyosmedgyesi (a trăit în secolul 18.) a fost un scriitor, autor de cărți de rugăciuni calviniste.